# نبرد خلیج فوکودا
نبرد خلیج فوکودا (به ژاپنی: 福田浦の戦い Fukudaura no tatakai) به عنوان اولین درگیری دریایی ثبت شده بین اروپائیان و ژاپنی‌ها شناخته می‌شود. این درگیری در ۱۸ اکتبر ۱۵۶۵ به وقوع پیوست. در آغاز این نبرد یک ناوگان کوچک از سامورایی‌ها تحت رهبری دایمیو ماتسورا تاکانوبو به دو کشتی تجاری پرتغالی که در فوکودا، ناگاساکی پهلو گرفته بودند حمله کردند. زیرا این دو کشتی به جای رفتن به بندر هیرادو، ناگاساکی که تحت اختیار او بود به بندر فوکودا که تحت اختیار رقیب تجاری او یعنی اومورا سومیتادا بود، رفته بودند و به تجارت با رقیب او وارد شده بودند.